# Jean-François Rivière
Pour les articles homonymes, voir Rivière (homonymie).
Jean-François Rivière est un footballeur français né à Mayenne le 28 février 1977. Il effectue l'essentiel de sa carrière en Ligue 2, au poste d'attaquant.

## Biographie
Né à Mayenne, Jean-François Rivière passe une saison au centre de formation de l'AJ Auxerre, où il n'est pas conservé. Il rebondit au Stade lavallois, sous contrat amateur jusqu'en 1997. Lancé en D2 à 19 ans par Denis Troch, il joue 73 matches sous le maillot Tango, dont une demi-finale de Coupe de France en 1997.
Il retrouve Troch pendant trois saisons à Amiens puis rejoint en 2003 le RC Besançon, club promu en L2. Malgré une saison difficile collectivement il termine huitième au classement des étoiles du magazine France Football.
Il passe ensuite quatre saisons aux Chamois niortais, ponctuées de 37 buts.
Il signe en mai 2008 un contrat de deux ans avec le SCO Angers, pensionnaire de Ligue 2.
Le 26 juin 2009, il signe un contrat de deux ans avec de l'AC Ajaccio. Lors de la saison 2010-2011 il inscrit 12 buts et permet à son club de retrouver la Ligue 1. France Football lui attribue l'Étoile d'or du meilleur joueur de Ligue 2 et le désigne dans l'équipe type.
Libre de tout contrat, il s'engage pour une durée de deux ans avec le Clermont Foot en juillet 2011. En octobre 2011 il reçoit le trophée UNFP de joueur du mois de Ligue 2.
En janvier 2013, il signe en faveur du Gazélec Ajaccio un contrat de six mois. Laissé libre, il n'a pas joué lors de la saison 2013-2014 avant de s'engager avec le club amateur de Sud Vendée Football (DRH Atlantique) au mois d'octobre 2014, comme entraîneur-joueur.
En juillet 2015 il s'engage avec le club amateur de l'UA Niort St Florent.
Depuis 2016 il est reconverti dans l'immobilier à Niort.

## Clubs
- 1992-1993 : Sablé FC (moins de 17 ans Nationaux)
- 1993-1994 : AJ Auxerre
- 1994-2000 : Stade lavallois (73 matchs, 18 buts)
- 2000-2003 : Amiens SC (66 matchs, 23 buts)
- 2003-2004 : Besançon RC (33 matchs, 8 buts)
- 2004-2008 : Chamois niortais FC (111 matchs, 27 buts)
- 2008-2009 : SCO Angers (30 matchs, 5 buts)
- 2009-2011 : AC Ajaccio (66 matchs, 19 buts)
- 2011-jan. 2013 : Clermont Foot
- jan. à juin 2013 : Gazélec Ajaccio
- 2014-2015 : Sud Vendée Football (DRH Atlantique)
- 2015-2018 : UA Niort St Florent (PH)

## Palmarès
- Champion de France de National en 2006 avec Niort
- Finaliste de la coupe de France avec Amiens contre Strasbourg, mais resté sur le banc à cause d'une douleur aigüe au dos

## Engagements syndicaux
Lors de sa dernière saison à Niort, Jean-François Rivière est l'un des deux délégués syndicaux de l'UNFP au sein de son club. Il occupe de nouveau cette fonction à Clermont en 2012.